# 二硝基甲苯
二硝基甲苯（英語：Dinitrotoluene）分子式为C7H6N2O4，摩尔质量 182.13 g/mol，可能指：
- 2,3-二硝基甲苯
- 2,4-二硝基甲苯
- 2,5-二硝基甲苯
- 2,6-二硝基甲苯
- 3,4-二硝基甲苯
- 3,5-二硝基甲苯

|  | 这个同类索引页列出了具有相同或相似标题的化学条目。 除非您是有意链接至本页，否则应将相应条目的内部链接指向正确的条目。 |